# 康定节肢蕨
康定节肢蕨（学名：Arthromeris tatsienensis）为水龙骨科节肢蕨属下的一个种。